# Desakota

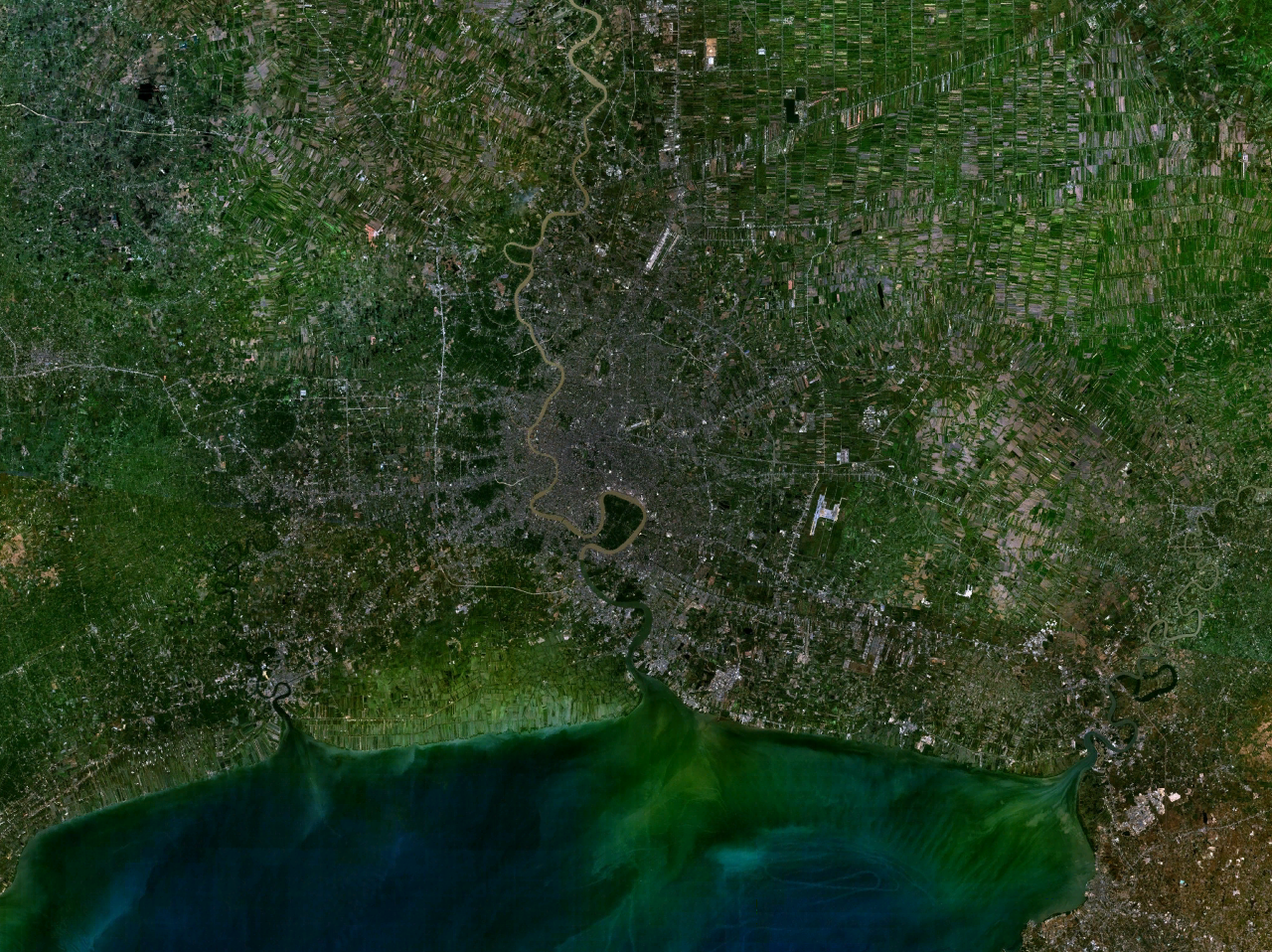
Satellitenbild der Metropolregion Bangkok: Die zersiedelten Gebiete an den Rändern und entlang der Ausfallstraßen sind Desakota-Räume

Desakota beschreibt in der Stadtgeographie Räume im erweiterten Umland von Großstädten, in denen urbane und landwirtschaftliche Nutzungs- und Siedlungsformen nebeneinander vorkommen und stark miteinander vermischt sind. 
Der Begriff wurde um 1990 von dem neuseeländischen Stadtforscher Terry G. McGee geprägt und ist von den indonesischen Wörtern desa ‚Dorf‘ und kota ‚Stadt‘ abgeleitet. Solche Räume kommen typischerweise in Asien, insbesondere in Südostasien vor. Beispiele sind in den urbanisierten Räumen Javas die dicht besiedelten, deltaförmigen Räume an den Peripherien der Agglomeration von Jakarta („Jabodetabek“), aber auch die erweiterten Metropolregionen von Bangkok oder Manila. Desakota-Räume liegen außerhalb der periurbanen Gebiete, von denen tägliches Pendeln in die eigentliche Stadt ohne weiteres möglich ist, also mehr als 30 km vom Stadtkern entfernt. Oftmals erstrecken sie sich entlang von Ausfall- und Verbindungsstraßen, teilweise von einem Ballungsraum zum nächsten. Sie sind von hoher Bevölkerungsdichte und intensiver landwirtschaftlicher Nutzung (insbesondere Nassreisfeldbau) geprägt, unterscheiden sich jedoch durch stadtähnlichere Charakteristika von dichtbesiedelten ländlichen Gebieten. Diese Kriterien sind ausgebaute Verkehrsnetzwerke, große Mobilität der Bevölkerung, zunehmende Tätigkeit außerhalb der Landwirtschaft, das Nebeneinander vieler verschiedener Landnutzungsformen, stärkere Beteiligung von Frauen an der Erwerbstätigkeit und unregulierte Landnutzung.
Mit der Herausbildung von Desakota-Regionen gehen aufgrund deren weitläufiger Ausdehnung und verschwimmender Grenzen Schwierigkeiten für die Verwaltung einher, da sich einheitliche Pläne, Regelung und Gestaltungen kaum umsetzen lassen. Desakota-Räume sind von hoher Mobilität von Waren und Dienstleistungen und raschen Veränderungen im Siedlungsmuster geprägt. Der siedlungsgeographischen Einteilung in funktional spezialisierte Zonen entziehen sie sich weitgehend. In ihnen kommen so unterschiedliche Nutzungsformen wie traditionelle Landwirtschaft, Großindustrie und kleine, häusliche Gewerbe, Vergnügungsparks und Golfplätze, Einkaufszentren und Fachmarktagglomerationen und Siedlungsformen von informellen Siedlungen bis hin zu Gated Communities dicht nebeneinander vor.
Außerhalb von Südostasien wurden Räume mit vergleichbaren Eigenschaften auch in China, Indien, Japan, Taiwan und Südkorea beschrieben.